# Blomsberg
Blomsberg är en bebyggelse nordost om Gamla Uppsala i Uppsala kommun, Uppland. Vid SCB:s ortsavgränsning 2020 avgränsades här en småort.